# Suad Fileković
Suad Fileković (Kamnik, 16 september 1978) is een Sloveens voormalig voetballer die speelde als verdediger.

## Carrière
Fileković maakte zijn debuut voor Olimpija Ljubljana en speelde er tot 1999. Hij verhuisde naar NK Maribor waarmee hij van 2000 tot 2003 vier keer landskampioen werd en in 2004 de beker won. Hij verhuisde naar Hajduk Split waarmee hij in 2004 landskampioen werd. Hij ging in 2005 spelen voor de Griekse club Ergotelis FC, het seizoen erop voor Excelsior Moeskroen en daarna voor KS Samara.
Van 2008 tot 2009 speelde hij voor NK Maribor en veroverde opnieuw de landstitel dat jaar. Hij tekende in 2009 voor het Engelse Barnsley FC. In 2010 speelde hij opnieuw kort voor NK Maribor en veroverde een beker in die periode. Van 2011 tot 2012 speelde hij voor Hapoel Ashkelon. Daarna speelde hij nog voor Zeleznicar Ljubljana, FC Großklein en NK Malečnik.
Hij speelde veertien interlands voor Slovenië, waarmee hij deelnam aan het WK voetbal 2010.

## Erelijst
- NK Maribor
  - Landskampioen: 2000, 2001, 2002, 2003, 2009
  - Sloveense voetbalbeker: 2004, 2010
  - Sloveense supercup: 2009
- Hajduk Split
  - Landskampioen: 2004

1 S. Handanovič ·
2 Brečko ·
3 Džinić ·
4 Šuler ·
5 Cesar ·
6 Ilić ·
7 Pečnik ·
8 Koren  ·
9 Ljubijankič ·
10 Birsa ·
11 Novakovič ·
12 J. Handanovič ·
13 Jokić ·
14 Dedič ·
15 Krhin ·
16 Šeliga ·
17 Kirm ·
18 Radosavljevič ·
19 Fileković ·
20 Komac ·
21 Stevanovič ·
22 Mavrič ·
23 Matavž ·
Coach: Kek